# Viking Stadion
El Viking Stadion es un estadio de fútbol propiedad del Viking FK, situado en la localidad noruega de Stavanger con capacidad para 16 600 espectadores.

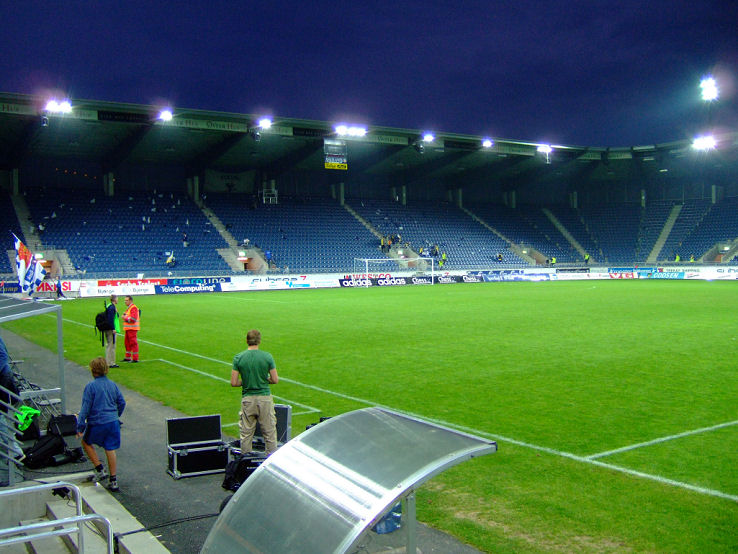
Interior del Viking Stadion
Foto: Jarle Vines

Fue inaugurado en mayo de 2004 para sustituir el anterior estadio donde jugaba el Viking FK como local, el Stavanger Stadion.
En un principio el estadio fue diseñado para albergar una menor capacidad de espectadores, pero en el año 2006 se aumentó hasta las 16 600 localidades. Pero tuvo que pasar un año para conseguir el récord de asistencia al estadio, durante el encuentro entre el Viking FK y el SK Brann, cuando se ocuparon las 16 600 localidades.
Existe un proyecto de ampliación para el estadio en caso de que la UEFA otorgara a Noruega y Suecia la celebración conjunta de la Eurocopa 2016, con lo que se pretende que el estadio sea capaz de albergar a 30 000 personas.
Debido a la reciente construcción del estadio, este está considerado como uno de los mejores y más modernos estadios de fútbol de Noruega.

## Otras actividades
El estadio también tiene la capacidad de albergar otros eventos aparte de partidos de fútbol, gracias a estar planteado como un espacio multifuncional, así cabe resaltar algunos artistas que han actuado en este estadio como: Bryan Adams, R.E.M., Plácido Domingo o Roger Waters (Pink Floyd), entre otros.